# Marcus Hatten
Marcus Isaiah Hatten (Baltimora, 13 dicembre 1980) è un ex cestista statunitense.
Playmaker, guardia tiratrice; è alto 186 cm e dotato di grande esplosività. Può essere considerato un atleta giramondo, avendo militato in formazioni di quasi tutti i continenti.

## Carriera
Nel 2007 approda per la prima volta in Italia nelle file della Legea Scafati in Lega A, al termine della stagione la squadra retrocede in Legadue.
 Nell'estate del 2008 viene ingaggiato dalla neopromossa Enel Brindisi di coach Giovanni Perdichizzi per disputare il Campionato di Legadue. Chiuderà la stagione 2008-09 con 30 presenze, 20,6 punti di media e una percentuale di realizzazione dal campo del 49%.
Nella stagione 2009-10 firma per l'Assigeco Casalpusterlengo, formazione anch'essa salita in LegaDue, dove ha sfiorato i 15 punti e i 5 assist di media a partita. Dopo una breve tappa nel campionato belga, nel settembre 2011 viene acquistato dalla squadra greca del Kolossoss Rodi e confermato anche per la stagione seguente.

## Palmarès
- ProA: 1

Mitteldeutscher BC: 2016-17
- Coppa di Lega israeliana: 1

Ironi Ashkelon: 2006